# Lachapelle-Graillouse
 Lachapelle-Graillouse  là một xã ở tỉnh Ardèche, vùng Auvergne-Rhône-Alpes ở đông nam nước Pháp.